# 玉子燒 (明石市)
玉子燒（日语：／ tamagoyaki）是雞蛋、麵粉、章魚製成的輕食，日本兵库县明石市鄉土料理。原產地明石市及東播磨、北播磨南部（尤其是加古川市、高砂市、三木市、小野市、播磨町、稻美町）、神户市西部（西區、垂水區、須磨區等）、淡路島北部（淡路市）以外地域為與以蛋為主要原料的卵燒（日語同音，明石市等地常稱出汁卷卵、厚燒玉子）區別，常稱明石燒（日语：／ Akashiyaki）。

## 差異
明石燒的雞蛋含量較章魚燒高，另外販賣明石燒的店家會隨明石燒附上昆布高湯供客人食用，所以又有人稱明石燒為「可以喝湯的章魚燒」。另外店家亦會提供醬料，供消費者塗抹在明石燒上乾吃。
1. ↑  柳川香織. . 自由时报. 2019-6-19.